# پرلدو
پرلدو (به ایتالیایی: Perledo) یک کومونه در ایتالیا است که در استان لکو واقع شده‌است.

## خصوصیات
پرلدو ۱۲٫۵۳ کیلومترمربع مساحت و ۹۴۵ نفر جمعیت دارد و ۱۹۹–۱٬۳۵۰ متر بالاتر از سطح دریا واقع شده‌است.